# Mizuno Tadayuki
Pour les articles homonymes, voir Mizuno (homonymie).
Mizuno Tadayuki est un nom japonais traditionnel ; le nom de famille (ou le nom d'école), Mizuno, précède donc le prénom (ou le nom d'artiste).
Mizuno Tadayuki (水野 忠之, 4 juillet 1669-23 avril 1731) est un daimyo de l'époque d'Edo. Il exerce différentes fonctions au sein du shogunat Tokugawa, dont wakadoshiyori, rōjū et Kyoto shoshidai.
Après l'épisode des 47 rōnin, Tadayuki se voit confier la garde de neuf des hommes du domaine d'Akō : Hazama Jūjirō, Okada Suke'emon, Yatō Emonshichi, Muramatsu Sandayū, Mase Magokurō, Kayano Wasuke, Yokogawa Sanpei, Muramatsu Jirōzaemon et Kanzaki Yogorō.